# 朱德庸
朱德庸（1960年4月16日—），籍貫台灣，台灣漫畫家。
於2016年获得文化部第7届金漫奖的“特别贡献奖”，推崇他在漫画文化的推广上的长足贡献。

## 人物
- 主要創作為四格漫畫。1993年以林則徐為藍本創造男性角色「徐則林」，之後另外創造女性角色「徐則琳」，作為行政院衛生署、董氏基金會拒菸公益廣告的雙代言人。1994年創造中華民國內政部著作權委員會宣導廣告代言人「著作權先生」。2007年《甜心澀女郎》獲國立編譯館優良漫畫獎短篇漫畫組第2名。

- 其漫畫作品主題常表现現代社會的男女關係。最早成名的作品是《雙響炮》，內容由懼內的老公跟兇惡且其貌不揚的老婆開始，延伸至他們的岳母、兒子、媳婦、親家母等，其中的妙言妙語令人會心一笑，曾被改編為电视劇。最热门的作品是《澀女郎》，內容由四個不同個性的女子來看都會女子的生活、工作與愛情，曾被改編為三部电视劇及一部电影。另，《醋溜族》讲述一群年轻且不怕寂寞，在高楼之间追求金钱、爱情与流行的群体，也曾被改编为电视剧。除四格漫畫外，还創作了非四格漫畫《什麼事都在發生》等。

## 作品一覽

### 四格漫畫
- 荒謬方塊
- 杜鵑窩
- 烏龍之家
- 國片的喜與悲
- 變音譜
- 小職員的喜與悲
- 漏電篇
- 變形龍
- 滾月族
- 腦死族
- 雙響炮
- 澀女郎（於時報周刊及三聯生活周刊連載）
- 醋溜族（於中國時報副刊及三聯生活周刊連載）
- 什麼事都在發生
- 關於上班這件事
- 絕對小孩
- 大家都有病（於台灣和香港蘋果日報副刊每星期四至星期日及三聯生活周刊連載中）
- 城市物語

### 單行本
- 傻夥計
- 大刺蝟
- 雙響炮（全7集）（雙響炮、雙響炮2、再見雙響炮、再見雙響炮2、霹靂雙響炮、霹靂雙響炮2、麻辣雙響炮）
- 澀女郎（全6集）（澀女郎、澀女郎2、親愛澀女郎、粉紅澀女郎、搖擺澀女郎、甜心澀女郎）
- 醋溜族（全4集）（醋溜族、醋溜族2、醋溜族3、醋溜CITY）
- 什麼事都在發生（全1集）
- 關於上班這件事（全1集）
- 絕對小孩（全3集）（絕對小孩、絕對小孩2、絕對小孩3）
- 大家都有病（全2集）（大家都有病、大家都有病2）
- 一個人的人生未爆彈（全1集）

### 合著
- 《不一樣的親密關係》（附VCD） 2006年 法鼓文化 ISBN 9789575983581

## 外部連結
- 朱德庸的Facebook專頁
- 朱德庸的新浪微博
- 朱德庸FUN幽默 （页面存档备份，存于）
- 時報出版-朱德庸作家專區 （页面存档备份，存于）